# Maria Helena Kelles-Krauz
Maria Helena Kelles-Krauz z domu Nynkowska (ur. 11 czerwca 1882 w Radomiu, zm. 4 września 1969 w Warszawie) – polska polityk socjalistyczna, radna i przewodnicząca Rady Miasta Radomia, działaczka społeczna, niepodległościowa i oświatowa, tłumaczka.

## Życiorys
Córka Antoniego i Eleonory z Wójcickich. Rodzinny dom jej matki znajdował się przy ul. Spacerowej 12/14 (ob. ulica Mikołaja Reja) w Radomiu. Ukończyła w 1895 pięć klas gimnazjum rosyjskiego w Radomiu a następnie Kursy Handlowe dla Kobiet Józefy Siemiradzkiej w Warszawie (1900). W latach 1901–1904 pracowała jako buchalterka w Towarzystwie Rolnym w Radomiu. Członkini Polskiej Partii Socjalistycznej, od 1898 prowadziła lokal organizacyjny. W 1904 jej mężem został Stanisław Kelles-Krauz (1883–1965). W związku ze studiami i pracą męża, od 1904 przebywali w Wiedniu, od 1905 zamieszkiwali w Krakowie. W tym czasie studiowała przyrodę na Uniwersytecie Jagiellońskim jako nadzwyczajna słuchaczka, gdyż nie miała wymaganej matury z egzaminem z greki i łaciny, pozwalającej na podjęcie studiów w normalnym trybie. Działała wówczas w Polskiej Partii Socjalno-demokratycznej Galicji i Śląska oraz Komitecie Pomocy Uchodźcom z Królestwa Polskiego. Od grudnia 1906 była członkinią PPS-Frakcji Rewolucyjnej i jej Oddziału Zagranicznego z ramienia której organizowała m.in. przerzut spalonych działaczy z Radomia do Galicji. Czynna w Towarzystwie Uniwersytetu Ludowego im. A. Mickiewicza. W latach 1909–1910 mieszkali w Kosowie, gdzie Maria prowadziła bibliotekę i księgowość w Zakładzie Przyrodolecznictwa Apolinarego Tarnawskiego  w którym pracował jej mąż. Po krótkim pobycie w Paryżu w 1911 powrócili do Radomia. Tu była współorganizatorką Oddziału Towarzystwa Kultury Polskiej oraz biblioteki publicznej. Włączyła się też do pracy w miejscowej PPS i Związku Strzeleckim.
Po wybuchu I wojny światowej uczestniczyła w tworzeniu struktur Polskiej Organizacji Wojskowej, pracowała także w miejscowym Komitecie Obywatelskim. Jej mąż został w tym czasie zmobilizowany do armii rosyjskiej i znalazł się w niewoli węgierskiej, w Esztergom. Pracowała w 1914 w Komitecie Obywatelskim. Po zajęciu Radomia przez wojska austro-węgierskie podjęła z sukcesem działania na rzecz powrotu męża z niewoli. Wzięła udział w odbudowie struktur PPS w Radomiu w pierwszej połowie 1915 roku. Członkini Okręgowego Komitetu Robotniczego PPS w Radomiu (1916–1918). W latach 1915–1918 była organizatorką i przewodniczącą Ligi Kobiet Pogotowia Wojennego w Radomiu. Organizatorka radomskiego zjazdu LK PW (styczeń 1916) na którym utworzono jednolitą organizację obejmującą Królestwo. Przewodnicząca okręgu radomskiego Ligi Kobiet PW (1916–1918). Delegatka na zjazdy LK PW w Piotrkowie (25–26 sierpnia 1916), Warszawie (25–28 czerwca 1917), Lublinie (3–4 listopada 1917), Warszawie (5–6 stycznia 1918). Po kryzysie przysięgowym organizowała pomoc dla internowanych w Beniaminowie, Szczypiornie, Havelbergu i Modlinie legionistom i działaczom niepodległościowym (1917–1918), m.in. tworząc w Radomiu dom dla byłych więźniów obozu w Szczypiornie. Współorganizatorka i działaczka Komitetu Narodowego w Radomiu (1915). Uczestniczyła w pracach Pomocniczych Komitetów Wojskowości i Tow. „Piechur”. Działaczka Wydziału Narodowego Radomskiego (1915–1917), Unii Stronnictw Niepodległościowych i Komisji Porozumiewawczej Stronnictw Niepodległościowych w Radomiu (1917–1918). Współpracowniczka pisma LK PW „Na posterunku” i radomskiego tygodnika „Unia” (1917–1918). Uczestniczka zjazdu zjednoczeniowego Lig Kobiet Galicji, Królestwa i Śląska (29–31 XII 1919). Członkini Zarządu Naczelnego Ligę Kobiet Polskich (1919–1920). Maria Kelles-Krauz znała się z Marią Dąbrowską, która kilkakrotnie odwiedziła ją w Radomiu.
W okresie międzywojennym należała do czołówki działaczy Polskiej Partii Socjalistycznej w Radomiu. Członkini Centralnego Sądu Partyjnego PPS (1922–1926), Centralnego Wydziału Samorządowego (1919–1926) i Centralnego Wydziału Kobiecego (1924–1927). W pierwszych wyborach samorządowych po odzyskaniu przez Polskę niepodległości, 9 marca 1919 r., Maria i Stanisław Kelles-Krauzowie uzyskali mandat radnych Rady Miasta Radomia. Wśród 155 kandydatów na radnych było 11 kobiet, spośród których 3 uzyskały mandat radnej (Maria Kelles-Krauz, Jadwiga Rudnicka i Stanisława Wroncka). 1 kwietnia 1919 r. Maria Kelles-Krauz jako pierwsza kobieta w Polsce została wybrana, spośród radnych, na Prezesa Rady Miejskiej w Radomiu. Wybór ten miał miejsce zaledwie kilka miesięcy po uzyskaniu przez kobiety praw wyborczych (listopad 1918). Łącznie wybierano ją dwukrotnie, w 1919 i w 1923, a funkcję przewodniczącej rady miejskiej pełniła do 1926. Później była ławnikiem (członkiem zarządu miasta) odpowiedzialnym za oświatę. Z jej inicjatywy wprowadzono przymus szkolny (rodziców karano aresztem za nieposyłanie dzieci do szkoły), opiekę dentystyczną w szkole, rozdawano bezpłatne podręczniki, obuwie i odzież. Była także inicjatorką utworzenia Miejskiej Biblioteki Publicznej w Radomiu w 1922. 
Postanowieniem z 17 marca 1938 została odznaczona Krzyżem Niepodległości „za pracę w dziele odzyskania niepodległości”.

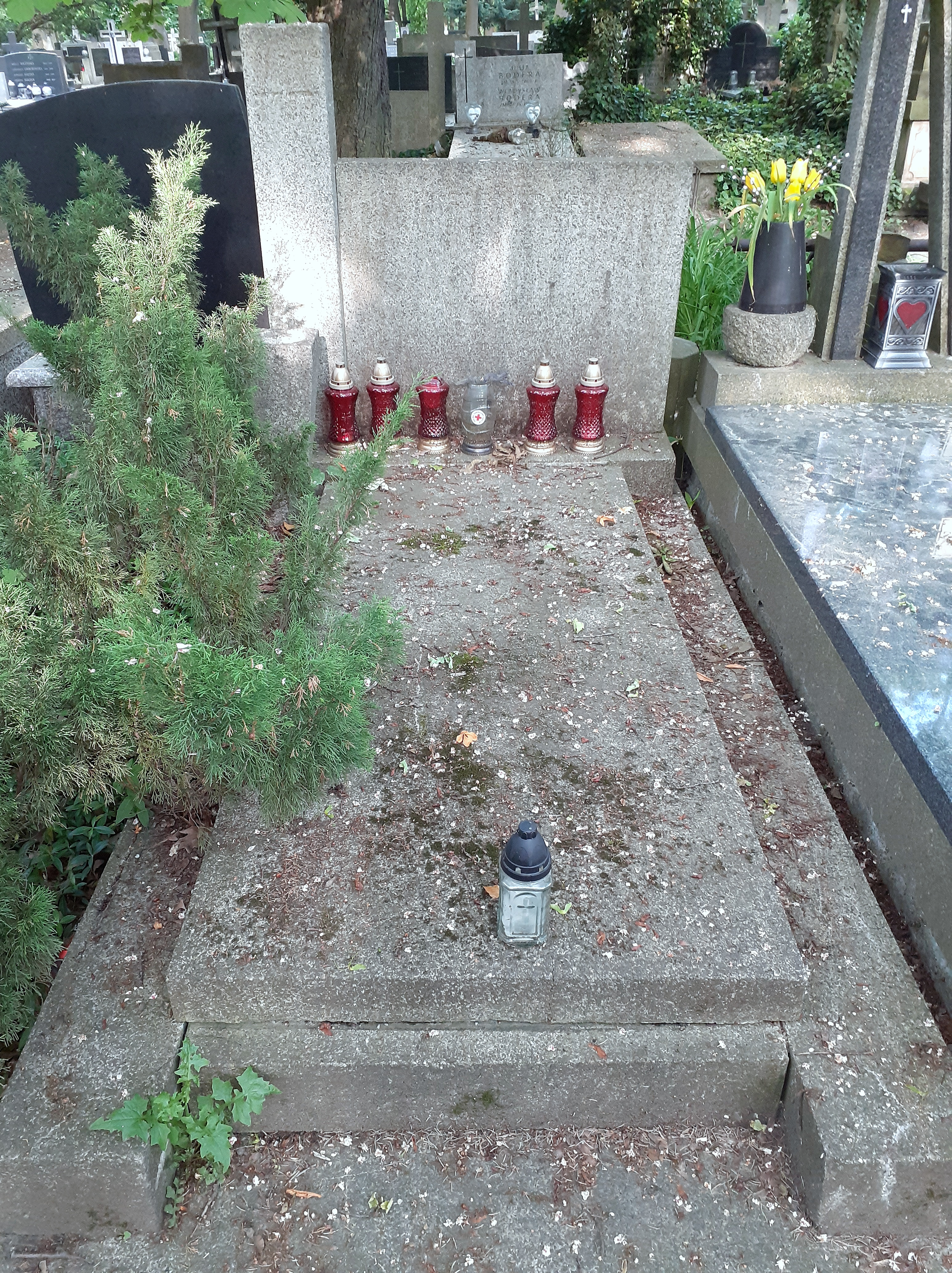
Grobowiec Marii i Stanisława Kelles-Krauzów

Po wybuchu II wojny światowej i aresztowaniu jej męża (został wywieziony do obozu koncentracyjnego w Sachsenhausen), trudniła się wyrobem mydła w domowych warunkach. W jej mieszkaniu odbywały się tajne komplety, prowadzone m.in. przez jej przyjaciółkę Elżbietę Jackiewiczową (historia ich przyjaźni została opisana w książce Pokolenie Teresy). Po zakończeniu wojny ponownie krótko pracowała jako ławnik w radomskim wydziale oświatowym. W marcu 1946 wyjechała do Danii, gdzie jej mąż objął funkcje dyplomatyczne. Tam nauczyła się języka duńskiego i tłumaczyła tamtejszą literaturę, m.in. książki Martina Andersena Nexø. Ponadto była tłumaczką z języka rosyjskiego. W 1954 wraz z mężem powrócili do Polski i osiedli w Warszawie. Pochowana na cmentarzu Powązkowskim (kwatera 308-2-4).

## Rodzina
Posiadała tytuł baronowej od 1 października 1904 jako żona Stanisława Kelles-Krauza. Mieli dwie córki: Zofię (1905–1962), żonę urzędnika Edmunda Ropelewskiego i Hannę (1914–1969), najpierw żonę adwokata Edmunda Biedrzyckiego, potem działacza niepodległościowego i architekta Stanisława Filipkowskiego. Obie córki są pochowane w grobowcu rodzinnym na Powązkach.

## Przekłady
Z duńskiego
- Martin Andersen Nexø: Czerwony Morten. Maria Kelles-Krauz (tłum.). Warszawa: „Książka i Wiedza”, 1949, s. 518. (równolegle wydane tego roku w 2 tomach w Spółdzielni Wydawniczo-Handlowej „Książka i Wiedza”).
- Martin Andersen Nexø: Stracone pokolenie. Czerwony Morten 2. Maria Kelles-Krauz (tłum.). Warszawa: „Książka i Wiedza”, 1951, s. 273.
- Martin Andersen Nexø: Pisma wybrane. Maria Kelles-Krauz (tłum. częśc. z duń. i ros.). Warszawa: „Książka i Wiedza”, 1952, s. 213.
- Martin Andersen-Nexø: Rodzina Franków. Maria Kelles-Krauz (tłum.). Warszawa: „Czytelnik”, 1956, s. 139.
- Hans Scherfig: Skorpion. Maria Kelles-Krauz (tłum.). Warszawa: Czytelnik, 1956, s. 296.
- Martin Andersen Nexø: Jeanette. Maria Kelles-Krauz (tłum.). Warszawa: „Książka i Wiedza”, 1959, s. 264.
- Hilmar Wulff(inne języki): Czarcia Mielizna. Maria Kelles-Krauz (tłum.). Warszawa: Instytut Wydawniczy „Nasza Księgarnia”, 1960, s. 97.
- Hilmar Wulff: Słoneczny włóczęga. Maria Kelles-Krauz (tłum.). Warszawa: Państwowy Instytut Wydawniczy, 1961, s. 144.
- Martin A. Hansen: Kłamca. Maria Kelles-Krauz (tłum.), Stanisław Średnicki (tłum. wierszy). Warszawa: „Czytelnik”, 1961, s. 191.
- Hans Kirk(inne języki): Gra cieni. Maria Kelles-Krauz (tłum.). Warszawa: 1962, s. 148.
- Marcus Lauesen(inne języki): Matka. Maria Kelles-Krauz, Krystyna Latoniowa (tłum.). Warszawa: Państwowy Instytut Wydawniczy, 1965, s. 123.
- Jørgen-Frantz Jacobsen: Barbara. Maria Kelles-Krauz (tłum.), Eugeniusz Morski (tłum. wierszy). Poznań: Wydawnictwo Poznańskie, 1967, s. 243.
- Hans Scherfig: Stracona wiosna. Maria Kelles-Krauz (tłum.). Poznań: Wydawnictwo Poznańskie, 1967, s. 181.
- Martin Andersen Nexø: Opowiadania. Maria Bero, Stefan Kaszyński, Maria Kelles-Krauz (tłum.). Wydawnictwo Poznańskie, 1978, s. 350.

Z rosyjskiego
- Antonina Koptiajewa: Towarzyszka Anna. Maria Kelles-Krauz (tłum.). Warszawa: „Książka i Wiedza”, 1950, s. 443.
- Aleksandr Czakowski: U nas już poranek. Maria Kelles-Krauz (tłum.). Warszawa: „Książka i Wiedza”, 1951, s. 312.
- Trofim Borisow(inne języki): Syn orła. Maria Kelles-Krauz (tłum.). Warszawa: „Książka i Wiedza”, 1953 (druk), s. 245.
- Wasilij Iljenkow(inne języki): Wielka droga. Maria Kelles-Krauz (tłum.). Warszawa: Wydawnictwo Ministerstwa Obrony, 1955, s. 362.

Z niemieckiego
- Max Oker-Blom(inne języki): Na wsi u wuja-doktora. Książka dla rodziców. Maria Kelles-Krauz, Stanisław Kelles-Krauz (tłum.). Warszawa: Księgarnia Naukowa, 1906, s. 33.

Z francuskiego
- Paul-Louis(inne języki): Dzieje socjalizmu we Francji do 1908 roku włącznie. Maria Kelles-Krauz (tłum.). Kraków: „Książka”, [1910], s. 201.